# Marian Łańko
Marian Łańko (Cracovia, Polonia, 26 de enero de 1906 - Ibidem, 19 de abril de 1971) fue un futbolista y entrenador polaco.

## Carrera
Łańko comenzó en el KS Cracovia de su ciudad natal. Tras jugar en Vilna, regresa a Polonia para fichar por el Legia de Varsovia. Tras 85 partidos y un récord de 75 goles, se marcha al Czarni Lwów, uno de los grandes clubes de Leópolis. Volvería una vez más a jugar en la Ekstraklasa, esta vez con el Polonia Varsovia hasta su retiro en 1935. Como entrenador, ejercería de técnico deportivo del KS Cracovia en 1953, y del Wisła Cracovia en 1955.